# John Ericsson – segraren vid Hampton Roads
John Ericsson – segraren vid Hampton Roads  är en svensk dramafilm från 1937 i regi av Gustaf Edgren.

## Handling
Filmen handlar om den svenske uppfinnaren John Ericsson och hans kamp att få sin fartygstyp Monitor antagen av Nordstaternas flotta. Nordstaterna vill blockera Hampton Roads för att hindra Sydstaternas bomullsexport till Europa. För att bryta blockaden börjar Sydstaterna bygga den bepansrade blockadbrytaren Merrimac. John Ericsson far till Washington för att plädera för sin Monitor, det enda som kan stoppa Merrimac. Till slut undertecknar Abraham Lincoln ett kontrakt den 20 september 1861, där John Ericsson får en beställning på sin nya fartygstyp.

## Om filmen
Filmen producerades som ett led i Delawarejubileet. Jussi Björling dubbar Helge Mauritz i framförandet av "Ack, Värmeland du sköna"

## Rollista i urval
- Victor Sjöström - kapten John Ericsson
- Märta Ekström - Amelia, hans hustru
- Anders Henrikson - Taylor, Ericssons sekreterare
- Hilda Borgström - Ann Cassidy, Ericssons hushållerska
- Carl Barcklind - Stephen Mallory, sydstaternas sjöminister
- Marianne Aminoff - Mary, hans dotter
- Kotti Chave - James Kerrigan, marinlöjtnant, Marys fästman
- Edvin Adolphson - kommendör Sanders, på Merrimac
- Ivar Kåge - Harry Delamater, järnvägsägare
- Olof Winnerstrand - kommendör Smith, ordförande i nordstaternas sjöförsvarskommitté
- Richard Lund - kommendör Paulding, medlem av nordstaternas sjöförsvarskommitté
- Erik Rosén - kapten Davis, medlem av nordstaternas sjöförsvarskommitté
- Sigurd Wallén - Karl "Charlie" Pettersson, matros
- Hasse Ekman - sekonden på nordstaternas Cumberland
- Helga Görlin - Jenny Lind
- Nils Jerring - presentatören
- John Ericsson (skådespelare) - president Abraham Lincoln
- Gösta Bodin - Phineas Taylor Barnum, Jenny Linds impressario
- Gösta Lycke - befälhavare på nordstatsfartyget Minnesota
- Nils Nordståhl - befälhavare på nordstatsfartyget Cumberland
- Greta Almroth - Amelias väninna i England
- John Hilke - sydstaternas president Jefferson Davis
- Charles White - Jim
- George Fant - en löjtnant på Monitor
- Bengt Djurberg - en löjtnant på Monitor
- Carl Deurell - verkmästaren på järnverket
- Eric Abrahamsson -	kontoristen hos sjöminister Mallory
- Knut Frankman - matros på Monitor
- Gunnar Sjöberg - matros på Monitor
- Sven (Olle) Björklund - löjtnant på Merrimac
- Georg Fernquist - officer vid krigsrättegången
- Emil Fjellström - en arbetare på sydstatsvarvet

## Musik i filmen
- Ack, Värmeland du sköna (Värmlandssången), text Anders Fryxell, sång Jussi Björling som dubbar Helge Mauritz
- En sjömansvisa från Kinakusten (Från Canton till Macao, från Hong-Kong å Luliao), sång Sigurd Wallén
- Dixie, kompositör Daniel Decatur Emmett, instrumental.
- Marching Through Georgia, kompositör och text Henry Clay Work, instrumental.
- Impromptu, piano, D. 935, op. 142. Nr 3, Bb-dur (Tema med variationer), kompositör Franz Schubert, framförs nynnande av Märta Ekström
- Il faut partir mes bans compagnons. ur La fille du régiment (Jag måste bort, ni vapenbröder. ur Regementets dotter), kompositör Gaetano Donizetti, fransk text 1840 Jules-Henri Vernoy de Saint-Georges och Jean-François-Alfred Bayard, italiensk text 1840 Calisto Bassi, svensk text 1845 Nils Erik Wilhelm af Wetterstedt, sång Helga Görlin
- Rida ranka, kompositör August Ekenberg, text Hans Henric Hallbäck, sång Helga Görlin
- Tramp! Tramp! Tramp! (the Boys Are Coming), kompositör och text George Frederick Root ny text Joe Hill, instrumental.
- Glory Hallelujah (Bröder, viljen I gå med oss)
- Old Black Joe, kompositör och text Stephen C. Foster, instrumental.
- Allegro risoluto, kompositör Helmer Alexandersson, instrumental.
- The Flag of the Union, instrumental.
- Till en hjärtevän (Inte krusar jag Herrgårds-Ola), sång Sigurd Wallén
- Kungliga Värmlands regementes marsch, kompositör Carl Neumann, instrumental.